# Escut de Bellaguarda

Escut oficial de Bellaguarda

L'escut oficial de Bellaguarda té el següent blasonament:
Escut caironat: de gules, una torre d'argent oberta acostada de 2 moles d'argent nadillades de sable. Per timbre una corona mural de poble.
Va ser aprovat el 21 de gener de 1998. Armes parlants: s'hi veu una torre de guaita des d'on es pot fer una "bella guarda". Les moles són també un senyal parlant i fan referència als Moliner, família fundadora del poble.

## Bandera oficial
La bandera oficial de Bellaguarda té la següent descripció:
Bandera apaïsada, de proporcions dos d'alt per tres de llarg, vermella, amb la torre blanca, de porta i finestres vermelles, de l'escut, d'alçària 2/3 de la del drap i amplària 1/3 de la llargària del mateix drap, al centre, i amb les dues moles blanques, nadillades de negre, de l'escut, cadascuna de diàmetre 1/4 de l'alçària del drap, posades a 1/3 de la vora inferior, la primera a 1/12 de la vora de l'asta i la segona a la mateixa distància de la del vol.
Va ser aprovada el 21 de juny de 2010 i publicada en el DOGC el 7 de juliol del mateix any amb el número 5665.